# Badoc
Badoc est une municipalité des Philippines située dans le sud de la province d'Ilocos Norte, sur l'île de Luçon.
C'est le lieu de naissance du peintre Juan Luna (1857-1899).

## Barangays
La municipalité de Badoc est divisée en 31 barangays (districts) :
- Alay-Nangbabaan (Alay 15-B)
- Alogoog(3)
- Ar-arusip (13-A)
- Aring (4-B)
- Balbaldez (15-A)
- Camanga 16-B
- Canaan (1)
- Caraitan (8)
- Gabut Norte
- Gabut Sur
- Garreta  (2)
- Labut
- Lacuben
- Lubigan (10)
- Mabusag Norte
- Mabusag Sur
- Madupayas 16-A
- Morong (6-A)
- Nagrebcan
- Napu
- La Virgen Milagrosa (Paguetpet)
- Pagsanahan Norte
- Pagsanahan Sur
- Paltit
- Parang
- Pasuc (17-B)
- San Julian (13-B)
- Santa Cruz Norte (7-A)
- Santa Cruz Sur (7-B)
- Saud (4-A)
- Turod (12)